# Leptodictyum wallacei
Leptodictyum wallacei là một loài rêu trong họ Amblystegiaceae. Loài này được B.H. Allen & Magill mô tả khoa học đầu tiên năm 2004.